# Lagadin
Lagadin (makedonsky: Лагадин) je malá turistická vesnice v Severní Makedonii. Nachází se v opštině Ochrid v Jihozápadním regionu, 9 km jižně od města Ochrid. Jedná se o velmi populární destinaci u Ochridského jezera a je součástí národního parku Galičica. 
Podle sčítání lidu z roku 2002 zde žije 20 obyvatel. Etnickými skupinami jsou:
- Makedonci – 18
- Srbové – 1
- ostatní – 1